# Dactylobatus armatus
Dactylobatus armatus ist ein kleiner Tiefseerochen, der im westlichen Zentralatlantik anzutreffen ist.

## Merkmale und Lebensweise
Dieser Rochen ist recht schmal und ist auf seinem Rücken grau gefärbt. Am Bauch ist er gelblich bis weiß mit leichten Graustufen. Charakteristisch für diese Art sind die dornenartigen Fortsätze am vorderen Rand seines Körpers. Weibliche Exemplare erreichen meist eine Länge von 32 Zentimetern, männliche Individuen wurden noch nie gesichtet. Er lebt in Meerestiefen von 338 bis 685 Metern. Diese Art legt Eier, die an den Rändern kleine hornartige Fortsätze besitzen. Die Embryonen ernähren sich von dem Eigelb, das in den Eiern enthalten ist.

## Verbreitung
Dactylobatus armatus ist im westlichen Zentralatlantik heimisch, von South Carolina bis Südflorida als auch im nördlichen Golf von Mexiko und entlang der Karibikküste von Nicaragua, Venezuela bis Südbrasiliens.

## Gefährdung
Die Gefährdung diese Spezies kann aufgrund der ungenügenden Datengrundlage nicht bewertet werden. Die Erforschung der Verbreitung, Lebenszyklen, Populationen und Populationsentwicklungen dieser Art sind erforderlich, um eine zukünftige Bewertung zu ermöglichen. Eine potenzielle Gefahr stellt der Beifang der Grundschleppnetzfischerei dar, obwohl keine Informationen vorliegen. Derzeit gibt es keine Schutzmaßnahmen für Dactylobatus armatus, weitere Daten von Tiefseefischern müssen erhoben werden.

## Belege
1. 1 2 3  Dactylobatus armatus auf Fishbase.org (englisch)
2. 1 2 3  Dactylobatus armatus in der Roten Liste gefährdeter Arten der IUCN 2017-3. Eingestellt von: Brash, J.M. & McEachran, J.D., 2008-12-01.